# ロマン・ロマンチック
『ロマン・ロマンチック』は宝塚歌劇団によって制作された舞台作品。

## 月組公演

### 宝塚大劇場公演
参考資料は60年史別冊
- 1974年1月31日 - 2月26日
- 形式名は「グランド・レビュー」
- 20場
- 併演は『白い朝』

#### スタッフ
- 作・演出：横澤秀雄
- 作曲・編曲：高井良純・中井光晴・中元清純・寺田瀧雄・吉崎憲治・高橋城
- 音楽指揮・歌唱指導：橋本和明
- 振付：岡正躬・喜多弘・司このみ・山田卓・中川久美
- 装置：石浜日出雄
- 衣装：静間潮太郎
- 照明：今井直次
- 小道具：上田特市
- 効果：川ノ上智洋
- 音響監督：松永浩志
- 演出補：草野旦
- 演出助手：三木章雄
- 制作：野田浜之助

#### 主な配役
- ロマンチック・シンガー、ルンペン夫：真帆志ぶき
- 歌手、ルンペン妻：初風諄
- メロディアン歌手：大滝子
- メロディアンS：榛名由梨
- 踊る男：叶八千矛・麻生薫・美里景・江夏淳
- 踊る女：千草美景・麗美花・小松美保・愛みちる
- 的の女：藍えりな

### 東京宝塚劇場公演
参考資料は90年史
- 1974年4月2日 - 4月27日
- 主なスタッフは横澤秀雄
- 併演は『花のオランダ坂』

## 雪組公演

### 宝塚大劇場公演
参考資料は60年史別冊。スタッフの出典は作・演出と制作のみ。それ以外は100年史（人物編）のp.194-195。
- 1974年2月28日 - 3月21日
- 形式名は「グランド・レビュー」
- 20場
- 続演
- 併演は『花聟くらべ』

#### 主なスタッフ
- 作・演出：横澤秀雄
- 作曲・編曲：高井良純・中井光晴・中元清純・寺田瀧雄・吉崎憲治・高橋城
- 音楽指揮・歌唱指導：橋本和明
- 振付：岡正躬・喜多弘・司このみ・山田卓・中川久美
- 装置：石浜日出雄
- 衣装：静間潮太郎
- 照明：今井直次
- 小道具：上田特市
- 効果：川ノ上智洋
- 音響監督：松永浩志
- 演出補：草野旦
- 演出助手：三木章雄
- 制作：大谷真一

#### 主な配役
- ロマンチック・シンガー、ルンペン妻：安奈淳
- メロディアンS、ルンペン夫：汀夏子
- 歌う男：順みつき
- クール・ロマンの男：麻実れい
- 歌う女：高宮沙千・摩耶明美・玉梓真紀
- 踊る男：浦路夏子・尚すみれ
- 的の女：加奈霞

### 宝塚大劇場公演以外
参考資料は90年史
- 公演地：盛岡、青森、仙台、富山、金沢、彦根、広島、神戸、大分、山口、戸畑、萩、伊勢、倉敷、徳島、札幌
- 1974年10月8日 - 11月4日
- 主なスタッフは横澤秀雄
- 併演は『竹』